# Nhóm ngôn ngữ Borneo
Nhóm ngôn ngữ Borneo là một nhóm địa lý của các ngôn ngữ bản địa thuộc ngữ hệ Nam Đảo ở đảo Borneo, và tiếng Malagasy được nói ở đảo Madagascar nằm ở ngoài khơi bờ biển phía đông của châu Phi ở Ấn Độ Dương. Loại trừ là tiếng Iban (Malayic Dayak) và ngôn ngữ Malayo khác.
Có rất ít lý do để nghĩ rằng chúng tạo thành một nhánh phả hệ.